# Lérez
Lérez o San Salvador de Lérez es una parroquia española que se localiza en el municipio de Pontevedra, Galicia. Según el padrón de 2011 su población ascendía a un total de 1.797 habitantes.

## Demografía
Según el padrón municipal de 2011 tenía 1797 habitantes, 888 varones y 909 mujeres, mientras en 2000 tenía 1952 habitantes, lo que supone que ha caído en esos once años un 7,9%.

## Aldeas
Las siguientes aldeas se encuentran dentro de la parroquia: O Arco, Casal Novo, Casaldourado, O Castelo, A Cendona, As Cernadas, Cimbelo, O Couso, O Cruceiro, A Ferreira, A Fontaíña, A Gándara, A Laxiña, O Outeiro, A Pedra Picada, A Piolla, A Porta da Coxa, Ramallás, A Regueira, A Torre, A Xunqueira de Lérez.

## Lugares de interés
Lérez se destaca como uno de los pocos lugares donde el Camino Portugués a Santiago coincide plenamente con la presentación de la antigua calzada romana; junto a Santa María de Xeve, Verducido, Cerponzones y Alba.
Según la tradición, el lugar donde está la Santina es donde el apóstol Santiago descansó cuando peregrinaba a Galicia. Debido a esta leyenda, la procesión del día de Santiago se le ofrecen las uvas de esta casa, de una cepa que madura antes. El pueblo cree que este «milagro» es el fruto de la intercesión del santo. A pocos metros hay un hermoso crucero construido en 1822.
Una importante fortificación conocida por el nombre de Cedofeita, construida para hacer frente a muchas de las incursiones vikingas y a los musulmanes entre los siglos IX y XI.
La principal seña de identidad es el Monasterio Benedictino de San Bieito de Lérez, en la aldea de A Piolla, construido sobre una colina junto al lecho del río Lérez. En él vivieron personajes de relevancia notable como el padre Benito Jerónimo Feijoo, el padre Sarmiento o el padre Anselmo Petite.

## Fiestas
Cada año, el 11 de julio, miles de personas acuden de toda la región, a la fiesta de San Bieito para honrar al «más santo milagroso».

## Personas destacadas
- Juan Bautista Andrade (1879-1930), poeta considerado precursor de la escuela imaginista de la lírica gallega.
- Manuel Blanco Tobío (1919-1995), periodista y escritor falangista. Llegó a dirigir el diario Arriba (1966-1970) y fue el último delegado nacional de Prensa y Radio del Movimiento (1976-1977).
- Manuel Carballo Lores, Carolo (1915-2001), futbolista y entrenador del Real Valladolid y del Pontevedra CF.
- Sebastián Lores González (1879-1965), empresario de la construcción y concejal del Ayuntamiento de Pontevedra que sobresalió en su labor como Vocal Nacional y Jefe Provincial del Sindicato de la Construcción.
- Valentín Paz-Andrade (1898-1987), jurista, político, empresario, escritor y periodista cuya actividad y obra han sido de gran importancia para la política y la cultura gallegas, homenajeado por la Real Academia Gallega en el Día de las Letras Gallegas de 2012.